# Mecaphesa
Mecaphesa is een geslacht van spinnen uit de  familie van de Thomisidae (krabspinnen).

## Soorten
- Mecaphesa aikoae (Schick, 1965)
- Mecaphesa anguliventris (Simon, 1900)
- Mecaphesa arida (Suman, 1970)
- Mecaphesa asperata (Hentz, 1847)
- Mecaphesa baltea (Suman, 1970)
- Mecaphesa bubulcus (Suman, 1970)
- Mecaphesa californica (Banks, 1896)
- Mecaphesa carletonica (Dondale & Redner, 1976)
- Mecaphesa cavata (Suman, 1970)
- Mecaphesa celer (Hentz, 1847)
  - Mecaphesa celer olivacea (Franganillo, 1930)
  - Mecaphesa celer punctata (Franganillo, 1926)
- Mecaphesa cincta Simon, 1900
- Mecaphesa coloradensis (Gertsch, 1933)
- Mecaphesa damnosa (Keyserling, 1880)
- Mecaphesa decora (Banks, 1898)
- Mecaphesa deserti (Schick, 1965)
- Mecaphesa devia (Gertsch, 1939)
- Mecaphesa discreta (Suman, 1970)
- Mecaphesa dubia (Keyserling, 1880)
- Mecaphesa edita (Suman, 1970)
- Mecaphesa facunda (Suman, 1970)
- Mecaphesa gabrielensis (Schick, 1965)
- Mecaphesa gertschi (Kraus, 1955)
- Mecaphesa hiatus (Suman, 1970)
- Mecaphesa imbricata (Suman, 1970)
- Mecaphesa importuna (Keyserling, 1881)
  - Mecaphesa importuna belkini (Schick, 1965)
- Mecaphesa inclusa (Banks, 1902)
- Mecaphesa insulana (Keyserling, 1890)
- Mecaphesa juncta (Suman, 1970)
- Mecaphesa kanakana (Karsch, 1880)
- Mecaphesa lepida (Thorell, 1877)
- Mecaphesa lowriei (Schick, 1970)
- Mecaphesa naevigera (Simon, 1900)
- Mecaphesa nigrofrenata (Simon, 1900)
- Mecaphesa oreades (Simon, 1900)
- Mecaphesa perkinsi Simon, 1904
- Mecaphesa persimilis (Kraus, 1955)
- Mecaphesa prosper (O. P.-Cambridge, 1896)
- Mecaphesa quercina (Schick, 1965)
- Mecaphesa revillagigedoensis (Jiménez, 1991)
- Mecaphesa rothi (Schick, 1965)
- Mecaphesa rufithorax (Simon, 1904)
- Mecaphesa schlingeri (Schick, 1965)
- Mecaphesa semispinosa Simon, 1900
- Mecaphesa sierrensis (Schick, 1965)
- Mecaphesa sjostedti (Berland, 1924)
- Mecaphesa spiralis (F. O. P.-Cambridge, 1900)
- Mecaphesa velata (Simon, 1900)
- Mecaphesa verityi (Schick, 1965)